# گادن
گادن (به آلمانی: Gaaden) یک منطقهٔ مسکونی در اتریش است که در ناحیه مودلینگ واقع شده‌است. گادن ۱٬۴۳۵ نفر جمعیت دارد.